# CANT Z.1007
CANT Z.1007 Alcione (Kingfisher) là một loại máy bay ném tầm trung 3 động cơ, cấu trúc làm bằng gỗ. Được thiết kế với kỹ sư Filippo Zappata, cha đẻ của loại máy bay CANT Z.506, nó có "các đặc tính bay hoàn hảo và khả năng cân bằng tốt", Z.1007 còn được coi là máy bay ném bom tốt nhất của Italy trong Chiến tranh thế giới II. Nó được trang bị cho Regia Aeronautica, Aeronautica Nazionale Repubblicana và Luftwaffe trong Chiến tranh thế giới II.

## Quốc gia sử dụng
Independent State of Croatia
- Zrakoplovstvo Nezavisne Države Hrvatske

 Germany
- Luftwaffe

 Italy
- Regia Aeronautica

## Tính năng kỹ chiến thuật (Z.1007bis)
The Encyclopedia of Weapons of World War II

### Đặc điểm riêng
- Tổ lái: 5
- Chiều dài: 18,35 m (60 ft 2,5 in)
- Sải cánh: 24,80 m (81 ft 4,5 in)
- Chiều cao: 5,22 m (17 ft 1,5 in)
- Diện tích cánh: 70 m² (750 ft²)
- Trọng lượng rỗng: 9.396 kg (20.715 lb)
- Trọng lượng cất cánh tối đa: 13.621 kg (30.029 lb)
- Động cơ: 3 × Piaggio P.XI RC.40, 745 kW (1.000 hp) mỗi chiếc

### Hiệu suất bay
- Vận tốc cực đại: 458 km/h (245 kn, 285 mph)
- Vận tốc hành trình: 338 km/h (183 kn, 210 mph)
- Tầm bay: 1.795 km (969 nmi, 1,115 mi)
- Trần bay: 7.500 m (25.000 ft)

### Vũ khí
- 2 khẩu súng máy Isotta-Fraschini Scotti hoặc Breda-SAFAT 12,7 mm (0.5 in)
- 2 khẩu súng máy Breda-SAFAT 7,7 mm (0.303 in)
- 1.200 kg (2.645 lb) bom trong khoang quân giới, 1.000 kg (2.200 lb) bom ở các giá treo dưới canh.
- 2 quả ngư lôi 450 mm (17,7 in) 800 kg (1.800 lb)